# Boo Buie
Daniel Richard "Boo" Buie III, né le  7 décembre 1999 à Albany dans l'État de New York, est un joueur américain de basket-ball évoluant au poste de meneur.

## Biographie

### Carrière universitaire
Entre 2019 et 2024, il joue pour les Wildcats de Northwestern.

### Carrière professionnelle

#### Knicks de New York (=2024)
Bien que non drafté, il signe un contrat two-way avec Knicks de New York en novembre 2024. Il est coupé fin décembre 2024.

## Palmarès et distinctions personnelles

### Universitaire
- Lefty Driesell Award (en) (2024)
- 2× First-team All-Big Ten (2023, 2024)

## Statistiques

### Universitaires
| Saison    | Équipe       | Matchs | Titul. | Min./m | % Tir | % 3pts | % LF | Rbds/m. | Pass/m. | Int/m. | Ctr/m. | Pts/m. |
| --------- | ------------ | ------ | ------ | ------ | ----- | ------ | ---- | ------- | ------- | ------ | ------ | ------ |
| 2019-2020 | Northwestern | 26     | 11     | 25.0   | .376  | .282   | .708 | 2.1     | 2.4     | .7     | .1     | 10.3   |
| 2020-2021 | Northwestern | 24     | 19     | 26.9   | .369  | .360   | .782 | 2.3     | 4.0     | .6     | .0     | 10.3   |
| 2021-2022 | Northwestern | 31     | 30     | 29.5   | .397  | .341   | .796 | 2.5     | 4.3     | .8     | .1     | 14.1   |
| 2022-2023 | Northwestern | 34     | 34     | 34.9   | .406  | .318   | .869 | 3.4     | 4.5     | 1.1    | .1     | 17.3   |
| 2023-2024 | Northwestern | 31     | 31     | 36.6   | .441  | .431   | .847 | 3.4     | 5.2     | 1.3    | .1     | 18.9   |
| Carrière  | Carrière     | 146    | 125    | 31.0   | .405  | .350   | .818 | 2.8     | 4.2     | .9     | .1     | 14.6   |